# 宇宙軍士官学校
『宇宙軍士官学校』（うちゅうぐんしかんがっこう）は、鷹見一幸によるSFジュブナイル小説シリーズ。イラストは太田垣康男、設定協力は銅大がそれぞれ担当している。ハヤカワ文庫JA（早川書房）より2012年7月から刊行されている。
鷹見一幸に、ジャック・キャンベルの『彷徨える艦隊』の第1巻の解説の仕事が持ち込まれた際の打ち合わせで、「日本人が書くミリタリSF」を書かないかと誘われ、ジュブナイル小説として企画された。

## あらすじ
21世紀初頭、異星人とのファーストコンタクトと異星人によるマインドリセットによって、社会は大きな変革を迎えた。その事により地球連邦政府と異星人の指導による宇宙軍が創設され、宗教的反発と結び付いた反統合運動によるテロが群発し、異星人からもたらされたフローターコイル等のオーバーテクノロジーによる更なる産業革命が起こった。
それから15年を経て、地球人類は銀河文明評議会の一員として護るに値する存在であるかどうか？が問われる事となる。実は銀河文明評議会は数千万年に亘って粛清者と呼ばれる敵と戦いを繰り返していた。これまでの銀河文明評議会からの恩恵は、全て地球人類が銀河文明評議会の一員として戦闘に参加し、自らを粛清者の攻撃から守り生き残る為にもたらされたものだったのである。
物語は、地球人が受け取ってきた恩恵の代金を支払う(銀河文明評議会の尖兵として、粛清者との戦いに赴く)事となった若者と子供たちの話として語られる。

## 登場人物

### 地球連邦

#### 特別士官候補生(後に教官等)
有坂恵一
地球連邦治安維持軍西東京基地所属の少尉であったが、選抜されて地球連邦軍宇宙防衛本部付として特別士官候補生となる。思考の柔軟性と人望、成績からリーダーに抜擢される。特別士官候補生時の訓練航海に於いて『練習戦艦アルケミス（以下戦艦アルケミス）』では訓練大佐の階級で同艦の艦長を務め、艦隊訓練の時は訓練少将の階級で『旗艦センテリオン』に乗艦し艦隊司令官を務めた。宇宙軍士官学校(主席)教官を経て、粛清者の無人恒星系探査機の迎撃任務時には戦時少将として教育コロニーアルケミスに収容・配備されていた戦闘艦40隻を、派遣保安軍特別艦隊指揮官として率い無人探査機の迎撃を行った。シュリシュクで行われた『種の試練』では、揚陸艦ディドラでの白兵戦に於いて地球軍訓練大隊で指揮官を務め、地球軍を完全勝利に導く。『種の試練』に続くモルダー星系防衛戦では、地球軍独立艦隊総司令官を務める。第5巻終了時点での階級は、銀河文明評議会地球連邦派遣保安軍では准将であり、地球連邦宇宙軍では中佐である。なおセイザール作戦の中で、少将心得となり当該作戦終盤時の混乱の中、途上星系独立艦隊(連合部隊)を指揮して粛清者に一矢報いた功績により、作戦終了後戦時特例として与えられていた少将心得の任を解かれ、正式に少将となる。
ライラ･ヨルゲンセン
宇宙軍総務部少尉で主計監査の仕事に携わっていたが、選抜されて特別士官候補生となる。東アジア静止ステーションから『エリア二十八』に向かう連絡艇の中でアリサカ・ケイイチと出会う。スウェーデン東部ウプサラ出身でハイスクールの時に日本に交換留学生として、来日して日本人に親切にされた事があって日本人が困っていた時は助けてあげようと、心に決めていた。日本のアニメが好きで、ナットウが好きである。またオルガ･シュワルツローゼ(後述)とは表面上は友人であるが、その実恵一をめぐって恋のライバル関係にある。
更に訓練航海時『戦艦アルケミス』では機動戦闘艇第二中隊の中隊長を務め、艦隊訓練時には『迎撃型機動戦闘艇母艦ロールダミス』の艦長を務めた。なお有坂恵一を除く全ての教官は、5巻終了時に地球連邦宇宙軍少佐となっている。
バーツラフ･ホレック
宇宙軍のとあるステーションで（ライラ･ヨルゲンセン〔前述〕と同じ勤務地）整備兵として勤務していたが、選抜されて特別士官候補生となる。アフリカ系のフランス人。訓練航海時『戦艦アルケミス』では訓練少佐の階級で躁艦担当者＆副長を務め、艦隊訓練時には訓練大佐の階級で『戦艦アーケロン』の艦長を務めた。
なお第７巻の記述によると、地球軍独立艦隊を編成する時には、中佐に昇進していた模様。
グェン・サム・ラップ
宇宙軍に勤務していたが、選抜されて特別士官候補生となる。ベトナム出身。訓練初日の昼食時に、居住区の食堂にあるドリンクバーの前でケイイチ達と出会う。その際スイートバンブージュース(以下タケノコジュース)を恵一に勧め、サトウキビに似た味だと判ると自らもタケノコジュースを飲んで「日本人の先進性に乾杯｣と述べた。訓練航海時及び訓練艦隊でのポジションは不明である。
ラク・シモノフ
地上軍(治安維持軍)から選抜されて特別士官候補生となる。学生時代にゲームプログラミングをした事があった。
ジェームス・パリス・リー
宇宙軍機動戦闘部隊所属の少尉で、選抜されて特別士官候補生となる。宇宙軍特有のエリート意識に支配されていて柔軟性に欠けるきらいがあった。低軌道にある東アジア静止ステーションでの手続きの不備から有坂恵一がテロリストであると疑っていた。機動戦闘艇訓練ではトップの成績をとるものの、思考に柔軟性が乏しい事と逆に高度な戦闘技能を取得している事から、アルケミスに残って教官を勤めるのではなく一般(実戦)部隊に｢戦士｣として戻(配属)された。そこでベテラン揃いの教導大隊で、揉まれる内に自らに足りないものを見出すと共に、Catastrophe(災害･アクシデント等)が起こらない様に、あらゆる被害を想定しそれらの可能性を僅かでも下げる努力を、日々続けている人もHERO(ヒーロー)であるということに気づいた。5巻終了時には敵艦(粛清者の無人恒星系探査機)撃墜の功績もあり、機動戦闘艇指揮官にして地球連邦宇宙軍中佐へと昇進を遂げた。なおセイザール作戦時には、地球軍独立艦隊機動戦闘艇部隊の総指揮官となっている。

### アロイス
シャロム・シェマン・ザル・ベス
宇宙軍士官学校がおかれている（教育コロニー）アルケミスの責任者。お茶を美味しく淹れる事が、こだわりでもあり楽しみでもある。
レキシム・シェマン・ザル・ベス
（教育コロニー）アルケミスの責任者シャロムの母兄弟(ママ･ブラザーズ)、土星軌道基地に於いてジェームス･パリス･リーが新型機動戦闘艇を受領した時に、『・・・士官学校では使えないと言う事で、(一般部隊に)戻されましたけどね』と幾分自虐じみた言動の彼に対し『あなたは戦士だから、後方で教官となって練習生を指導する事よりも前線で戦う事が求められた、だからその為(一般部隊)に戻された』との旨の発言をした。粛清者の無人（恒星系）探査機迎撃戦時には暫定最高指揮官として中将の階級で、地球連邦宇宙軍の指揮を執る事となった。
カラム・リューゲル
有坂恵一の個人指導者。(教育コロニー)アルケミスの旧市街地で十二歳まで育つ年齢は十七歳。
ロボ
(教育コロニー)アルケミスに到着した時点で有坂恵一のもとに来たパーソナルドローン。ベースとなった人格はレイニー・ダウ・セルカリス。テロにより初代のロボを失うも、シャロムの計らいで同じくレイニー・ダウ・セルカリスから派生した人格を持つ二代目を提供される。

ドローンの人格を司るバイオチップは、アロイスが故郷の恒星系から脱出した際に、人としては脱出出来なかったアロイスをせめて生体サンプルとして脱出させようとして持ち出された生体組織から出来ている。一人分の保存された生体組織から平均二十人分の人格のバイオチップが作成出来、それを選抜して使用する。有坂恵一に提供されたドローンは、レイニー・ダウ・セルカリスの生体組織をベースにしており、生体組織取得時の年齢は十七歳であった。
エラン
オーストラリアの南部にあるグレートビクトリア砂漠にある完全環境都市(アーコロジー)サンドキングスの、都市運営相談役。中島弥平に地球製スペースコロニー第1号で閉鎖環境システムの管理をしてもらうと、告げる。また地球の調味料や香辛料に興味を持ち、星間交易が認められた後には、地球の主力交易商品とするべく、研究をしている。他のアロイスと比べると、むっちりとした肉感をもつ容姿である。

### ケイローン
エゼルボーン
ケイローン軍政府練成部試練担当官、階級は大佐。ケイローンの首都惑星｢シュリシュク｣における『種の試練』で揚陸艦ディドラに移乗した地球軍訓練大隊に対し、戦いのシュチュエーションと勝利基準を伝える。
モルド・デグル
ケイローン軍第三軍総司令官、階級は上級大将。一兵卒から上がってきた叩き上げの将軍。『種の試練』における地球人の極めて優秀な成績に対し、破格の厚遇を決断しなおかつ地球軍独立艦隊を配下の混成旅団に編入する。
カイト
ケイローンの恒星間同盟防衛機構の幹部、階級は明かされていないが司令官との記述がある(性別は女性)。『種の試練』の最中に行われた防衛機構の閣議の中で、地球に与える特例措置に対し疑問を呈した。
アイル・ルクス
ケイローン軍第三軍混成旅団総司令官、階級は中将。地球を含む発展途上星系の独立艦隊を統べる人物。セイザール作戦の最中、有坂恵一に少将心得の権限章を授ける。
モートル
細身で背が高い、軍人というより高級官僚に近い印象を与える姿をしている。階級は少佐。シュリシュクのエリア71にあるモルスール基地で、地球軍独立艦隊八百四十一名に対しナビゲートをする。
ハンマーフォルト
装備本部主査、階級は大佐。モルスール基地で、地球軍独立艦隊の編成を担当。ずんぐりとした体形の中年男性。

## 設定

### 地球連邦
二十一世紀初頭至高者(オーバーロード)と呼ばれる、異星人によるマインドリセットを受けた地球人類は、更なる進化のステージに上がった。その事によりこれまで地球上に存在した国境線は消滅し、国家と言う枠組みは緩やかな地域共同体を意味するものとなる。現在(いま)の地球はいくつかの連邦に分かれた惑星規模の国家として再編の途上にあった。

連邦制への移行によってそれまで各国が有していた軍隊組織も一つとなり、地球上には治安維持を目的とする小規模な軍組織が残されただけでほとんどの軍人はその任を解かれた。
第５巻に於いて、粛清者の無人探査機が太陽系に飛来し軍組織は、増強を余儀なくされる。それにより退役軍人の中から、十二万人もの兵士が現役に復帰する事となる。

### 銀河文明評議会
オーバーロードにより播種されたとされる知的生命体による連合国家。粛清者からの攻撃に対抗するため、未発達な知的文明をリフトアッププログラムで教育し、銀河文明評議会の一員として戦闘に狩りだしている。各種族はピラミッド型の階級に属す。最下層はロストゲイアー(難民種族)と呼ばれ、粛清者からの侵攻により母星系（生存圏に等しい）を失い、保護されているものの、労働力（戦闘要員等）として使役される一方で、最先端の技術等の恩恵は受けられる事はほぼ無い。
アロイス
地球人を銀河文明評議会の一員とするリフトアッププログラムの為に派遣された異星人。文明レベルはエリルセナント線におけるβセブンに達している。五世代前までは地球人と同じ雌雄異体であったが、現在(いま)は雌雄同体である。教導者(イントラクター)とも呼ばれる。彼らは、ケイローンによってリフトアッププログラムを受けるも、粛清者に母星星系を破壊されロストゲイアーとなり、他の恒星系を転々とする生活を続けた当初は上位種族の統治する恒星系に赴き、廃棄されたコロニーや宇宙船を解体し、小惑星上に設けた分解炉を使い再利用可能な金属を取り出す仕事が銀河文明評議会より与えられた。その後リフトアッププロジェクト及びスカウトプログラムに従事する事で、功績を認められた。
ケイローン
粛清者に母星星系を破壊されロストゲイアーとなるも、傭兵として銀河文明評議会に貢献した事によりロストゲイアーから脱し、アロイスを含む多数の種族をリフトアッププログラムで育てて来た種族。地球から首都惑星シュリシュクに行くには、太陽系外縁から二十二光年離れたエキストラクト星系へロングジャンプを行いその後、超空間ゲートを使ってシロレーン星系からセタ星系を経由する事となる。因みに、発祥ラインはエリルセナント線であると思われる。

### 粛清者
銀河文明評議会を構成する知的生命体を、オーバーロードにより播種された不自然な存在として、駆逐しようとする知的生命体の集団。数千万年にもわたる銀河文明評議会の懸命の努力にもかかわらず、コミュニケーションをとる事すら出来ていない。銀河文明評議会にとって既知の生物ではなく、この銀河系の外から来た存在(若しかするとこの次元とは異なる宇宙で生まれた種族かも知れない)とも言われている。その宇宙船は、それ自身が生命体であるらしい。

## 地球外のスーパーテクノロジー
フローターコイル
十五年前代理人(エージェント)と名乗った異星人(アロイス)よりもたらされた、反重力機関の事。大人の掌に乗る位の大きさで、中心にシャフト(軸)が通っており一見するとモーターに見えなくも無い外見である。そしてそのシャフト(軸)に回転力を与えると、加えられた回転数に応じて重力に反発する力(以下反重力)が生まれる。この反重力によって社会が変わった。一例としては、重量物の運搬にはそれまでの内燃機関を使ったcarrier(読み:キャリアー／運搬車)では大排気量のエンジン(主にディーゼルエンジン)と頑丈な構造が不可欠だったが、フローターコイルを使うと静止重量十トンの貨物でさえ、百分の一程度の重さになるので数百cc(軽自動車)程度のエンジンで事足りてしまうのである。ただしこのフローターコイルは回転力というエネルギーを得て反重力を生み出すだけで、自らはなんらエネルギーを生み出す事はしないので、フローターコイルを利用しての永久機関を研究している自称発明家は、それこそ星の数ほど居るが未だに成功した例は報告されていない。
エネルギーセル
教導者(アロイス)が地球に持ち込んだ、高性能蓄電池。この｢エネルギーセル｣によって、これまで発電所と電力消費地を(有線で)結んでいた送電線の存在が、そう遠くない内に地球上から姿を消してしまうかも知れない程、使い勝手の良い蓄電(バッテリー)システム。またそれまでの価値観では不毛の土地と思われていた、炭田･油田･鉱山を持たない砂漠が現在(いま)は一大エネルギー産地となっている。

## 既刊一覧

### 「前哨/スカウト」編
| 巻数 | 初版発行日     | ISBN              |
| ---- | -------------- | ----------------- |
| 1    | 2012年7月25日  | 978-4-15-031073-8 |
| 2    | 2012年11月25日 | 978-4-15-031088-2 |
| 3    | 2013年4月25日  | 978-4-15-031108-7 |
| 4    | 2013年11月25日 | 978-4-15-031137-7 |
| 5    | 2014年6月25日  | 978-4-15-031161-2 |
| 6    | 2014年11月25日 | 978-4-15-031174-2 |
| 7    | 2015年3月25日  | 978-4-15-031188-9 |
| 8    | 2015年7月23日  | 978-4-15-031199-5 |
| 9    | 2015年11月25日 | 978-4-15-031210-7 |
| 10   | 2016年3月24日  | 978-4-15-031221-3 |
| 11   | 2016年7月22日  | 978-4-15-031236-7 |
| 12   | 2016年11月25日 | 978-4-15-031250-3 |

※「前哨/スカウト」編は12巻で完結。

### 「幕間(インターミッション)」編
| 巻数 | 初版発行日    | ISBN              |
| ---- | ------------- | ----------------- |
| 1    | 2017年3月23日 | 978-4-15-031266-4 |

### 「攻勢偵察部隊/フォース・リーコン」編
| 巻数 | 初版発行日     | ISBN              |
| ---- | -------------- | ----------------- |
| 1    | 2017年7月25日  | 978-4-15-031287-9 |
| 2    | 2017年12月5日  | 978-4-15-031305-0 |
| 3    | 2018年8月24日  | 978-4-15-031333-3 |
| 4    | 2019年3月20日  | 978-4-15-031364-7 |
| 5    | 2019年10月17日 | 978-4-15-031400-2 |